# Baku (mitología)

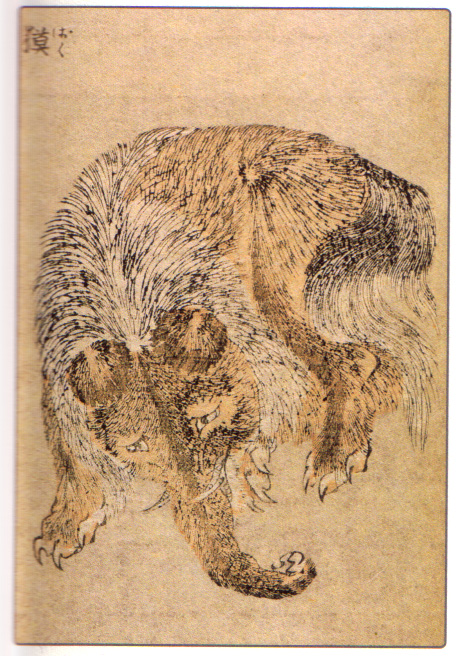
Baku, criatura mitológica japonesa.

Los baku (comedores de sueños) son seres de la mitología japonesa, generalmente descritos como quimeras, con la cabeza de un elefante y el cuerpo de un león o con la cabeza de un león, el cuerpo de un caballo y la cola de una vaca y las piernas y los pies de un tigre. Alternativamente, estas criaturas pueden parecerse mucho a cerdos y su color varía desde negro a rosa.
Actualmente en Japón, con Baku se refieren tanto a la criatura mitológica como al animal tapir, principalmente al tapir malayo, ya que es la única especie que sobrevive en el continente asiático (y en general fuera de América).

## Comportamiento
Originalmente de China, por lo general se los describe como seres benignos y que se comen las pesadillas y los malos espíritus.
El baku es muy famoso por su habilidad para devorar sueños, y puede ser utilizado por personas durante sus pesadillas siniestras, después de lo cual la criatura consumirá la visión y la fortuna mala que lo contiene. Cuando alguien tiene una pesadilla, puede hablarle a un baku dentro del sueño y él la devorará. A la noche siguiente solo hallarán buenos y reconfortantes sueños. Pero además, se dice que también cazan los espíritus de la enfermedad y pestes. 
La imagen del baku a menudo es mantenida por la cabecera como un talismán contra malos sueños y los malos espíritus. 
Quizás es uno de los yōkai más populares desde que los padres les dicen a sus niños que recen para que el baku los proteja en los sueños.

## Apariciones
- En la película Urusei Yatsura: Beautiful Dreamer aparece un baku.
- En el libro The Sandman: Los Cazadores de Sueños aparecen bakus (ilustrados por Yoshitaka Amano) que se comen los malos sueños del protagonista.
- En el juego Dual Hearts para PlayStation 2.
- En el juego Final Fantasy IX para PlayStation hay un personaje que se llama Baku a quien le encanta dormir.
- En Digimon Adventure 02 y Digimon Frontier, aparece un Digimon llamado Tapirmon (o Bakumon, en japonés) que está inspirado en esta criatura. Tiene la característica de ser similar a un jabalí y moverse sobre una nube. Además, tiene la habilidad de curar y provocar sueños, lo que acentúa más su origen en esta criatura.
- En Kaidan Restaurant, aparece un cocinero con la apariencia del baku que se transporta en un monociclo.
- En Pokémon existen algunos basados en el baku. El primero es Drowzee e Hypno, su evolución, pertenecientes a la primera generación capaces de aprender movimientos como Pesadilla y Come sueños, y luego están Munna y su evolución Musharna pertenecientes a la quinta generación, los cuales encajan a la perfección con la descripción dada.
- En Onegai My Melody es uno de los personajes principales con forma de tapir, que devora las notas musicales negras creadas por las pesadillas de las personas.
- En Naruto, un baku es invocado (Naruto shippuden en el episodio 210) en pleno combate con Sasuke por Danzou mediante el Kuchiyose no Jutsu.
- La banda Onmyouza tiene una canción titulada "Baku" en honor a esta criatura.
- En la canción 夢喰い白黒バク (Yumekui Shirokuro Baku) de Vocaloid cantada originalmente por Len Kagamine.
- En la serie española La Llave del Tiempo aparece un personaje llamado el Baku. El Baku es una de las Tres Sombras que controlan la Red de Juegos.

Reproduce el patrón cerebral de Víctor Kovániev. El Baku logra romper los protocolos que lo esclavizan y se convierte en una conciencia artificial muy poderosa.
- En la serie estadounidense de la cadena CW Network Supernatural, el baku es mencionado en la temporada 11 durante el capítulo "Safe House".
- En el juego Yo-Kai Watch de Nintendo 3DS, existe un Yokai llamado exactamente igual. Baku ayuda al personaje quitándole el sueño y reemplazándolo mientras duerme para poder salir en las noches (convirtiéndose en un clon de él).
- En la saga de juegos de Touhou, específicamente en Touhou 15: Legacy of the Lunatic Kingdom, dentro del 3.er Stage, aparece el personaje Doremy Sweet, la cual es un Baku antropomórfico. Doremy Sweet reside en la capital de los sueños y es la encargada de administrar el mundo de los sueños. Posee el poder de controlar, borrar, y crear sueños; aparte de devorar pesadillas.
- En Yu-Gi-Oh! existen varias Cartas de Monstruo basadas en el baku, tales como "Tapirplosión" (cuyo nombre es un juego de palabras con "bakudan" - "explosión", en japonés), "Tapir del Desierto" y el "Número 41".
- En el juego Adopt Me! de Roblox, durante la actualización del año nuevo lunar Japonés, lo puedes conseguir como una mascota mediante un huevo japonés.
- En Genshin impact el personaje Yumemizuki Mizuki es una baku

- En el juego The battle cats de Ponos,hay un enemigo negro llamado Bakoo basado en el baku